# إنسان غوتن

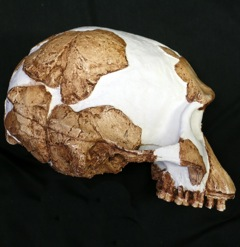

هومو غوتن أو إنسان غوتن (Homo gautengensis) هو نوع من أشباه البشر اقترحه عالم الأنثروبولوجيا دارين كورنو في عام 2010. يتألف هذا النوع من حفريات جنوب أفريقية نُسِبَت سابقًا إلى الإنسان العامل (هومو إرغاستر)، الإنسان الماهر (هومو هابيلس)، وفي بعض الحالات إلى الأوسترالوبيثيكس، لكن كورنو جادل بأنها تُشَكِّل أولى الأنواع في جنس الهومو.

## الاكتشاف والتحليل
أعلن تحليل جرى في أيّار/مايو 2010 عن جمجمة جزئية عُثِرَ عليها قبل عقود في كهوف ستيركفونتين بجنوب إفريقيا في جوتنج بالقرب من جوهانسبرغ ، وعَرّفه كنوع سُمِّيَ من قبل عالم الأنثروبولوجيا الدكتور دارين كورنو في كلية علوم الأرض والبيئة بجامعة نيو ساوث ويلز. اعتبر لي بيرجر وعدد من زملائه هذا النوع تصنيفًا غير صالحٍ لأنه يتعارض مع تأويلاتهم حول الأوسترالوبيثيكس سيديبا. اكتشف بروم وروبنسون بقايا النوع الأولى في ثلاثينيات القرن العشرين، ليتم الحصول على الجمجمة الكاملة (نموذج فرعي Stw 53) في عام 1977؛ نُسِبَت حينها إلى الإنسان الماهر (هومو هابيلس). نوقش النموذج الطرازي في بعض المنشورات المحكمّة على أنه مرادف للأوسترالوبيثيكوس الأفريقي، لكن معظم التحليلات اعتبرتها تنتمي إلى جنس الهومو، واقترح العديد منهم أنّها تُمَثِّل نوع جديد بحسب كورنو.

## التاريخ الجيولوجي
استند تعريف إنسان غوتن إلى جماجم جزئية، أسنان، عدة عظام فكية، وعظام أخرى وُجِدَت في أوقات مختلفة وعدة مواقع كهفية في موقع مهد البشرية التاريخي في جنوب أفريقيا. أقدم العينات هي تلك المأخوذة من سوارتكرانز رقم 1 (البقايا المعلقة) منذ 1.8 و1.9 مليون سنة. يعود النموذج الطرازي StW 53 من كهوف ستيركفونتاين على ما بين 1.8 و1.5 مليون سنة، بينما يرجع تاريخ عينة من كهف كوندولين إلى 1.8 مليون سنة تقريبًا. تعود عينات أخرى من كهوف ستيركفونتاين رقم 5 إلى ما بين 1.4 و1.1 مليون سنة، أمّا أصغر العينات من سوارتكرانز رقم 3 تعود إلى ما بين 1 و0.6 مليون.

## الوصف
امتلك إنسان غوتن -وفقًا لكورنو- دماغًا صغيرًا، وأسنانًا كبيرة تناسب مضغ المواد النباتية. وقد كان -على الأرجح- متخصصًا نباتيًا، ومستهلكًا للخضروات بكمياتٍ أكبر من الإنسان المنتصب، الإنسان العاقل، وربما حتى الإنسان الماهر. كذلك يبدو أنها أنتجت واستخدمت الأدوات الحجرية وربما النار أيضًا، بسبب وجود أدلة على عظام حيوانات محترقة مرافقة لبقايا إنسان غوتن.
يعتقد كورنو بأن طوله يزيد بالكاد عن 3 أقدام (1 م)، ويزن نحو 110 رطل (50 كغ). وبأنّه كان يسير على قدمين عند تواجده على الأرض، لكنه ربما كان يمضي وقتًا طويلًا على الأشجار يأكل وينام ويهرب من الحيوانات المفترسة.
يعتقد الباحثون أنه يفتقر إلى مهارات التحدث واللغة، وبسبب تشريحه وعمره الجيولوجي، يعتقد الباحثون أنه كان قريبًا من الإنسان العاقل، لكنه ليس بالضرورة سلفًا مباشرًا.

## المضامين
في وقت سابق من عام 2010، أُعلِنَ عن اكتشاف نوع جديد من مستحاثات تعود لرئيسيات الأوسترالوبيثكس سيديبا. يبدو سيديبا بدائيًا أكثر بكثير من إنسان غوتن، لكنه يعيش في نفس الوقت والمكان، وكنتيجة لذلك، يقلل إنسان غوتن من احتمال أن يكون الأوسترالوبيثيكس سيديبا جد البشر.
أحد أسباب الزيادة المفاجئة في اكتشاف أنواع الهومو هو طرق التحليل المُحَسّنة، التي تعتمد غالبًا على الاكتشافات السابقة وتحليلات الحمض النووي، وعلى الفهم الأفضل للمكان الذي تتواجد فيه هذه البقايا.
يقترح كورنو بدلًا من ذلك أنّ الأوسترالوبيثكس جارهي يُقدِّم تفسيرًا أفضل بكونه سلفًا مباشرًا للبشر من غير جنس الهومو، وهو نوع موجود في إثيوبيا، ويُقدَّر عمره بنحو 2.5 مليون سنة.
تنتظر العظام الأقدم من عظام إنسان غوتن الدراسة والتصنيف. ووفقًا لكولن غروفز وهو أستاذ في كلية الآثار والأنثروبولوجيا في الجامعة الوطنية الأسترالية في كانبرا؛ تواجدت عدة أنواع مميزة قصيرة الأجل من البشر الأوائل الذين عاشوا في كل من شرق وجنوب إفريقيا في الفترة ما بين 2 و1 مليون سنة مضت.